# Tahoma
Tahoma è un carattere humanist sans-serif disegnato da Matthew Carter per la Microsoft nel 1994, la prima distribuzione, insieme con il Verdana, fu all'interno di Windows 95.
Tahoma è molto simile al Verdana ma con un corpo più stretto, un contrasto meno accentuato, minor spazio tra le lettere e un set di caratteri Unicode più completo. 
Sebbene spesso comparato con il carattere Frutiger, anch'esso di tipo humanist sans-serif, in un'intervista fatta da Daniel Will-Harris, Matthew Carter ha dichiarato che vi sono delle somiglianze con il più vecchio Bell Centennial.
Il Tahoma è il carattere di default per Windows 2000, Windows XP e Windows Server 2003 (sostituisce il MS Sans Serif) ed è anche usato nel SEGA Dreamcast.
Essendo presente nella libreria di caratteri predefinita sia dei Pc sia dei Mac questo carattere è spesso usato come alternativa all'Arial.